# ريبيكا لوبو
ريبيكا لوبو (بالإنجليزية: Rebecca Lobo) مواليد 6 أكتوبر 1973 في هارتفورد، هي لاعبة كرة سلة أمريكية معتزلة بدأت مسيرتها الاحترافية في سنة 1997. تم اختيارها من قبل فريق نيويورك ليبرتي خلال الدرافت. يبلغ طولها 6 قدم 4 بوصة (1.9 م). شاركت في دورة الألعاب الأولمبية الصيفية سنة 1996. اعتزلت اللعب في 2003.

## المسيرة الاحترافية
لعبت مع نيويورك ليبرتي من سنة 1997 إلى 2001، ثم لعبت مع هيوستن كومتز في سنة 2002، ثم لعبت مع كونيتيكت صن في سنة 2003.

## الميداليات
| الميدالية | المسابقة                       |
| --------- | ------------------------------ |
| ذهبية     | الألعاب الأولمبية الصيفية 1996 |

## روابط خارجية
- ريبيكا لوبو على موقع IMDb (الإنجليزية)
- ريبيكا لوبو على موقع الموسوعة البريطانية (الإنجليزية)
- ريبيكا لوبو على موقع قاعدة بيانات الفيلم (الإنجليزية)

- ريبيكا لوبو على موقع الاتحاد الدولي لكرة السلة (الإنجليزية)
- ريبيكا لوبو على موقع الاتحاد الوطني لكرة السلة النسائية (الإنجليزية)
- ريبيكا لوبو على موقع كلية كرة السلة في سبورتس رفرنس.كوم (الإنجليزية)
- ريبيكا لوبو على موقع ريلجم (الإنجليزية)
- ريبيكا لوبو على موقع بروبوليرز (الإنجليزية)
- ريبيكا لوبو على موقع قاعة مشاهير كرة السلة للسيدات (الإنجليزية)
- ريبيكا لوبو على موقع سبورتس رفرنس (الإنجليزية)
- ريبيكا لوبو على موقع سبورتس رفرنس (الإنجليزية)
- ريبيكا لوبو على موقع أوليمبيديا (الإنجليزية)